# Gærdevalmue
Gærdevalmue (Papaver dubium), ofte skrevet gærde-valmue, er en enårig 20-70 centimeter høj plante i valmue-familien. Arten vokser ofte på sandet bund og findes udbredt i Europa. Den minder om kornvalmue, men har blegere kronblade, oftest tiltrykte hår på blomsterstilken og 6-8 støvfang.

## Forekomst i Danmark
I Danmark er gærdevalmue almindelig i det åbne agerland. Den blomstrer her mellem juni og august.